# Jan Štefek
Jan Štefek (25. února 1915 Brno – 6. dubna 1942 Llanymawddwy) byl český palubní navigátor Royal Air Force v období druhé světové války.

## Život

### Před druhou světovou válkou
Jan Štefek se narodil 25. února 1915 v zemské porodnici v Brně do rodiny strojního inženýra a spolumajitele firmy Ron a Štefek ing. Josefa Štefka a Anny, rozené Kočí. Od narození žil v Nosálovicích u Vyškova, kde bylo i sídlo výše zmíněné firmy. V roce 1933 odmaturoval na vyškovském gymnáziu. Vybral si kariéru vojáka z povolání a mezi lety 1934 a 1936 studoval na Vojenské akademii v Hranicích. Následně sloužil u Dělostřeleckého pluku 6 v Brně. V roce 1938 nastoupil do Leteckého učiliště v Prostějově a po absolvování kurzu pro letecké pozorovatele se stal příslušníkem Leteckého pluku 1. Dosáhl hodnosti poručíka. Byl členem Sokola.

### Druhá světová válka
Po německé okupaci opustil Jan Štefek v noci z 28. na 29. června ilegálně Protektorát Čechy a Morava a odešel společně s dalšími do Polska, kde se 8. července přihlásil v Krakově na československém konzulátu. V jeho skupině byl mj. Jindřich Breitcetl nebo Josef Stránský. Z Polska odplul do Francie, kde 22. srpna vstoupil do cizinecké legie, následně sloužil v jejím koloniálním dělostřelectvu v Tunisku. Po vypuknutí druhé světové války byl ze závazku uvolněn a následně 23. září 1939 v Agde prezentován u zde vznikající jednotky Československé armády v zahraničí. Zde postupně dosáhl postu velitele velitelské baterie dělostřeleckého pluku. Po pádu Francie v červnu 1940 se lodí evakuoval do Spojeného království, kde byl v červenci téhož roku v Cholmondeley zařazen k 1. československému dělostřeleckému oddílu. I z důvodu vyššího než potřebného počtu důstojníků se přihlásil k letectvu. Přijat byl v červenci 1941 a zařazen do školy pro navigátory v Dumfries. Po jejím úspěšném absolvování v únoru 1942 se začal v 1429. československé operačně-výcvikové letce secvičovat s posádkou pro pozdější působení u 311. československé bombardovací perutě. Dne 6. dubna 1942 zahynul během cvičného letu, kdy se stroj Vickers Wellington Mk.Ic P9299 KX-A pod velením Aloise Kedy startující z East Wrethamu zřítil v kopcích u Llanymawddwy ve Walesu. Pohřben byl na hřbitově u kostela svatého Ethelberta v East Wrethamu v Norfolku. Dosáhl hodnosti nadporučíka.

## Posmrtná ocenění
- 1944 Pamětní medaile československé armády v zahraničí
- 1946 Československý válečný kříž 1939
- V roce 1946 byl Jan Štefek in memoriam povýšen do hodnosti kapitána, poté štábního kapitána a v roce 1991 do hodnosti podplukovníka

## Rodina
Švagrem a manželem sestry Jana Štefka Zdeňky byl československý legionář a důstojník Jaroslav Marel.